# Amblonoxia palpalis
Amblonoxia palpalis är en skalbaggsart som beskrevs av Horn 1880. Amblonoxia palpalis ingår i släktet Amblonoxia och familjen Melolonthidae. Inga underarter finns listade i Catalogue of Life.